# Joseph-Désiré Job
Joseph-Désiré Job (Vénissieux, Francia, 1 de diciembre de 1977) es un futbolista camerunés retirado, aunque francés de nacimiento, se desempeña como mediapunta o extremo. Su último equipo fue el Lierse SK belga. Ha sido internacional con la selección de fútbol de Camerún.

## Clubes
| Club              | País         | Años        |
| ----------------- | ------------ | ----------- |
| Olympique Lyon    | Francia      | 1996 - 1999 |
| RC Lens           | Francia      | 1999 - 2000 |
| Middlesbrough FC  | Inglaterra   | 2000 - 2002 |
| FC Metz           | Francia      | 2002        |
| Middlesbrough FC  | Inglaterra   | 2002 - 2005 |
| Al-Ittihad        | Arabia Saudí | 2005 - 2006 |
| CS Sedan          | Francia      | 2006 - 2007 |
| OGC Niza          | Francia      | 2007 - 2008 |
| Al-Kharitiyath SC | Catar        | 2008 - 2009 |
| Diyarbakırspor    | Turquía      | 2009        |
| Lierse SK         | Bélgica      | 2010 - 2011 |

## Palmarés
Middlesbrough FC
- Copa de la Liga de Inglaterra: 2004

Al-Ittihad
- Liga de Campeones de la AFC: 2005

- Datos: Q370327
- Multimedia: Joseph-Désiré Job / Q370327